# Lehlohonolo Seema
Lehlohonolo Simon Seema (Mafeteng, 9 de Junho de 1980) é um jogador de futebol lesotiano. Seu atual clube é o Orlando Pirates, da África do Sul.